# Ahmed Lutfi el-Sayed
Ahmed Lutfi el-Sayed ou Aḥmad Luṭfī Sayyid Paxá (IPA: [ˈæħmæd ˈlotˤfi (ʔe)sˈsæjjed]) (15 de janeiro de 1872 – 5 de março de 1963) foi um proeminente nacionalista egípcio, intelectual, ativista anticolonial e o primeiro diretor da Universidade do Cairo. Ele era uma pessoa influente no movimento nacionalista egípcio e usou sua posição na mídia para lutar e obter um Egito independente do domínio britânico. Ele também foi um dos arquitetos do nacionalismo egípcio moderno, bem como o arquiteto do secularismo e liberalismo egípcio. Ele era carinhosamente conhecido como o "Professor da Geração". Lutfi foi um dos mais ferozes oponentes do pan-arabismo, insistindo que os egípcios são egípcios e não árabes. Ele é considerado um dos estudiosos e intelectuais mais influentes da história do Egito.

## Vida inicial
Lutfi nasceu na vila rural de Berqin, perto de Al Senbellawein, no Governorado de Dacalia, em 15 de janeiro de 1872. Ele foi educado em um kuttāb tradicional, uma escola do governo em Manṣūra, a Escola Secundária Khedivial no Cairo e a Faculdade de Direito do Cairo. Na faculdade de direito, Al-Sayyid fez contato com pessoas influentes como Muhammad Abduh e Hassuna al-Nawawi. Abduh desempenhou um papel fundamental na experiência de Lutfi com seu movimento reformista, bem como em sua ideologia em relação à política.

## Escritos e trabalhos acadêmicos
Depois de se formar na faculdade de direito, Lutfi entrou no departamento jurídico de serviços governamentais e trabalhou lá até 1905, então sob a administração britânica de Lord Cromer. Lutfi tornou-se editor-chefe de um jornal chamado al-Jarida em 1907. A folha foi destacada por escrever materiais iluminados e liberais e atraiu a atenção de muitos ativistas liberais. Os escritos que Lutfi compôs para al-Jarida durante seu tempo como editor-chefe são considerados os mais importantes e influentes. Ele expôs suas crenças liberais sobre a liberdade do Egito e como as pessoas devem se mobilizar tomando ação nos boletins; por causa desses pontos de vista, Lutfi criou um nome para ele na mídia e no governo do Egito. 

## Incidente em Denshaway
O incidente de Denshawai foi um confronto violento que ocorreu em junho de 1906 entre camponeses egípcios na vila de Denshaway e soldados britânicos que estavam caçando pombos na área. Os britânicos ocuparam o Egito em 1882 e usaram soldados britânicos para ajudar a derrubar a Rebelião de Urabi, um movimento constitucionalista egípcio. Em 13 de junho de 1906, cinco oficiais britânicos estavam caçando pombos em Denshaway, uma área que precisa da aprovação de um chefe. A caçada foi aprovada, mas o chefe não estava com os oficiais. 
Atiraram em pombos pertencentes a aldeões, irritando os proprietários. O principal catalisador foi o disparo acidental da esposa do líder de oração na mesquita local. Enfurecidos, os egípcios cercaram os oficiais e o acampamento britânicos. Os oficiais britânicos abriram fogo contra os aldeões, feriram cinco e atearam fogo ao grão de Abd-el-Nebi. Abd-el-Nebi, cuja esposa havia sido gravemente ferida, atingiu um dos policiais com uma vara. A ele se juntou o idoso Hassan Mahfouz, cujos pombos foram mortos. Outros moradores jogaram pedras neles. Os oficiais entregaram suas armas, juntamente com seus relógios e dinheiro, mas isso não conseguiu apaziguar os moradores. Dois oficiais escaparam, um dos quais conseguiu entrar em contato com o exército britânico; o outro morreu de insolação a alguma distância da vila. Um camponês egípcio que tentou ajudar o homem doente foi morto por soldados que se depararam com eles. Enquanto isso, os anciões haviam intervindo, salvando os soldados restantes e permitindo que eles retornassem à sua base. 
Após o incidente, 52 moradores foram presos por crimes de violência contra oficiais britânicos. O julgamento para os moradores foi administrado por Ahmed Lutfi-al Sayyid. Como editor-chefe da Al-Djarida, Lutfi conseguiu divulgar rapidamente o incidente e o tratamento e a violência direcionados aos acusados. Ele participou como advogado no julgamento depois de descobrir que sua filha estava diretamente envolvida, o que levou Lutfi a agir. Uma declaração de Lutfi, descrevendo a brutalidade do incidente, dizia: “Eles caíram sobre Denshwai e não pouparam homem nem irmão. Lentamente, enforcaram um e açoitaram o outro." Foi o incidente de Denshwai que desencadeou a criação do primeiro partido político egípcio criado por Lutfi.

## Hizbal-Umma
Em 1907, após o incidente de Denshawai, Ahmed Lutfi el-Sayed fundou o primeiro partido político do Egito, el-Umma ("a Nação"), que reagiu ao incidente de Denshaway de 1906 e à ascensão do sentimento nacionalista egípcio. O trabalho anterior de Lutfi com al-Jarida ajudou sua causa a partir dos numerosos escritos que publicou no jornal, juntamente com seu apoio ao incidente de Denshwai. Seu envolvimento durante esse período é considerado um dos papéis mais importantes na evacuação das forças britânicas no século XX. Foi também em 1907 que Lutfi publicou o al-Jarida, uma coleção de suas ideias e opiniões nacionalistas sobre questões políticas, cuja declaração de propósito dizia: "al-Jarida é um partido puramente egípcio que visa defender todos os tipos de interesses egípcios". Lutfi apresentou ao público árabe as ideias do filósofo e economista britânico John Stuart Mill e sua definição de liberalismo. 

## Contribuição intelectual
Ahmed Lutfi al-Sayyid era um liberal total e acreditava na igualdade e nos direitos de todas as pessoas. A contribuição de Lutfi para o Egito em ideias e movimentos intelectuais redefiniu a história no Egito. Ele foi considerado um dos primeiros funcionários egípcios a apresentar as obras e a leitura de Mill ao público árabe em geral, para que pudessem se educar sobre os conceitos de liberalismo. Ele acreditava que as pessoas deveriam ter voz no que se passa em seu governo e país, e que todas as pessoas tinham certos direitos civis que não podiam ser retirados. Ele foi um firme defensor do anticolonialismo e dos efeitos negativos que ele tem sobre os países, o que o levou a ser um membro tão ativo do envolvimento anti-britânico no Egito. Ele adotou uma forte posição contra a visão pan-arabista que era realizada na época, que enfatizava a unificação de todos os países e pessoas árabes em uma entidade. Ele acreditava que os egípcios eram diferentes dos árabes e tinham suas próprias crenças e aspectos culturais.

## Anos tardios
Em 1915, Lutfi foi nomeado diretor da Biblioteca Nacional do Egito. Enquanto trabalhava na biblioteca, Lutfi fez uma quantidade substancial de trabalho, incluindo traduções de Aristóteles através das versões em francês. Ele era membro da delegação egípcia da Conferência de Paz de Paris, realizada em Versalhes em 1919, onde defendeu a independência do Egito da Grã-Bretanha.
Ahmed Lutfi el-Sayed foi o primeiro diretor da Universidade Egípcia, inaugurado na segunda-feira, 11 de maio de 1925. Ele era amigo íntimo de Taha Hussein e renunciou ao cargo de diretor da universidade como um protesto contra a decisão do governo egípcio de transferir Hussein de seu cargo na universidade em 1932. Ele renunciou novamente em 1937, quando a polícia egípcia invadiu o tribunal da Universidade Egípcia. Ele finalmente deixou o cargo de presidente em maio de 1941. Durante sua presidência da Universidade Egípcia, a primeira promoção de mulheres se formou com diploma universitário. 
Ele era conhecido como um grande professor, e um de seus alunos, Husayn Fawzi al-Najjar, escreveu uma biografia dele intitulada "Lutfi al-Sayyid, o Professor de uma Geração" (Lutfi al-Sayyid Ustadh al-Jil). 
Além disso, Ahmed Lutfi el-Sayed ocupou cargos como ministro da educação, ministro do interior, diretor da assembleia de língua árabe, membro do Senado e diretor da Casa dos Livros. Ele morreu em 1963.

## Influências e legado
Uma grande parte das influências políticas de Lutfi veio da retórica ocidental que ele havia encontrado durante seu tempo estudando na universidade de direito. Seus principais influenciadores foram Aristóteles, John Locke, Bentham, Mill, Spencer, Rousseau, Comte e Le Bon. Lutfi via o nacionalismo egípcio como o resultado direto de fatores históricos e ambientais, e foi por isso que ele era contra as ideologias pan-islâmicas, pan-árabes e pan-otomanas. Lutfi era contra a religião como base para a nação e, em vez disso, defendia que a utilidade social e política era mais importante. Os ensinamentos e obras de Lutfi foram considerados tão importantes que ele foi apelidado de ustād̲h̲ al-d̲j̲īl ou "professor da geração".